# Eremogone glaucescens
Eremogone glaucescens är en nejlikväxtart som först beskrevs av H. Winkl., och fick sitt nu gällande namn av Sergei Sergeevich Ikonnikov. Eremogone glaucescens ingår i släktet Eremogone och familjen nejlikväxter. Inga underarter finns listade i Catalogue of Life.